# The Best of Anita Baker
Pour les articles homonymes, voir Best of.
Albums de Anita Baker
Rhythm of Love
(1994) My Everything
(2004)
The Best of Anita Baker est un album-compilation de la chanteuse de rhythm and blues/soul américaine Anita Baker. Il sortit le 18 juin 2002 aux États-Unis sur le label Rhino Records et regroupe l'ensemble des plus grands succès de la carrière de Baker entre 1983 et 2002. L'album fut certifié "Gold" par la RIAA avec plus de 500 000 copies vendues.
L'album sortit au Royaume-Uni sous le nom Sweet Love: The Very Best of Anita Baker qui contient une liste de titres légèrement différente (et dans un ordre différent) de la version américaine.

## Liste des titres de la version américaine
1. Angel (Version Single) - 4:29
2. You're The Best Thing Yet - 5:36
3. No More Tears - 5:35
4. Sweet Love - 4:22
5. Caught Up In The Rapture - 4:08
6. You Bring Me Joy - 4:24
7. Same Ole Love (365 days a year) - 4:03
8. No One In The World - 4:06
9. Ain't No Need To Worry (Anita Baker/The Winans) (Version Single) - 4:18
10. Giving You The Best That I Got (Version Single) - 3:53
11. Good Love - 5:33
12. Just Because (Version Single) - 4:22
13. Lead Me Into Love (Version Single) - 4:08
14. Fairy Tales (Edit) - 4:16
15. Talk To Me (Edit) - 3:53
16. Body and Soul (Radio Edit) - 3:58
17. I Apologize (Version Single) - 4:16
18. It's Been You - 4:08

## Liste des titres de la version anglaise
1. Caught Up In The Rapture (Version Single)
2. Giving You The Best That I Got (Version Single)
3. Sweet Love
4. Body and Soul (Radio Edit)
5. Just Because (Version longue)
6. I Apologize (Version Single)
7. Rhythm of Love
8. Soul Inspiration (Version Single)
9. Lead Me Into Love (Version Single)
10. Angel (Version Single)
11. Same Ole Love (365 Days a Year)
12. Fairy Tales (Edit)
13. Talk To Me (Version Single)
14. Good Enough (Version Single)
15. No More Tears
16. When You Love Someone (Anita Baker/James Ingram)
17. You Bring Me Joy
18. No One In The World